# Walter Langdon
Walter Langdon (Londen, 27 april 1960 — Amsterdam, 4 april 2019) was een Nederlandse bassist. 
Langdon speelde in Roberto Q. and the Boppers waar hij David Hollestelle leerde kennen. Hollestelle was vanaf 1981 gitarist bij the Wild Romance, de band rond Herman Brood. Toen die band weer eens op zoek was naar een bassist nodigde Hollestelle Wally Langdon uit, en Langdon zou zijn bijdrages leveren op een aantal Brood-albums, waaronder Modern Times Revive (1981).
Later zou Langdon spelen in een aantal andere Nederlandse bands, waaronder de Raggende Manne, Flyin' Spiderz, de Stijle Wand, The Bob Color, Urban Heroes en met Jacques Kloes. Bij Loïs Lane speelde hij als gastmuzikant, onder andere op de hitsingles Break It Up en My Best Friend.